# Коханое (Васильевский район)
Коха́ное (укр. Кохане) — село,
Раздольская сельская община,
Васильевский район,
Запорожская область,
Украина.
Код КОАТУУ — 2325282001. Население по переписи 2001 года составляло 467 человек.
Являлось до 2020 года административным центром Кохановского сельского совета, в который, кроме того, входили сёла 
Вишнёвое и
Новолюбимовка.

## Географическое положение
Село Коханое находится на расстоянии в 1 км от села Новолюбимовка и в 2-х км от сёл Переможное и Вишнёвое.
Рядом с селом протекает большой ирригационный канал.

## История
- 1923 год (по другим данным в 1921 году) — дата основания как хутор Червоный [2].
- В 1957 году переименовано в село Коханое.

## Экономика
- «Коханое», ООО.

## Объекты социальной сферы
- Школа.
- Детский сад.
- Дом культуры.
- Фельдшерско-акушерский пункт.

## Достопримечательности
- Братские могилы 1737 советских воинов.